# گری میلر
گری میلر ([] Error: {{Lang-xx}}: فاقد متن (راهنما); زاده)Gary Miller}} نمایندهٔ حوزه انتخابیه کالیفرنیا از جمهوری‌خواه در مجلس نمایندگان ایالات متحده آمریکا است که برای نخستین‌بار در ۷ ژانویه ۱۹۹۹ میلادی به‌عضویت این مجلس درآمد.